# جامعة أوكلاهوما
جامعة أوكلاهوما (بالإنجليزية: University of Oklahoma)‏ وهي جامعة عامة دراسية أمريكية تقع في نورمان في ولاية أوكلاهوما، تأسست في سنة 1890 وذلك قبل 17 سنة من أن تصبح أوكلاهوما ولاية وفي 2007 كانت تضم 29,931 طالب معظمهم كانوا يسكنون في نورمان وضمت 3000 عضو، وتضم 152 برنامج بكالوريوس و 160 برنامج ماجستير و 75 برنامج دكتوراه وحوالي 20 في المستوى العالي من بروفيسارية، ديفد بورين أحد من ألذين رشحوا نفسهم للرئاسة الأمريكية كان واحد من خريجي هذه الجامعة.